# Chiesa di San Giuseppe (Cerreto Sannita)

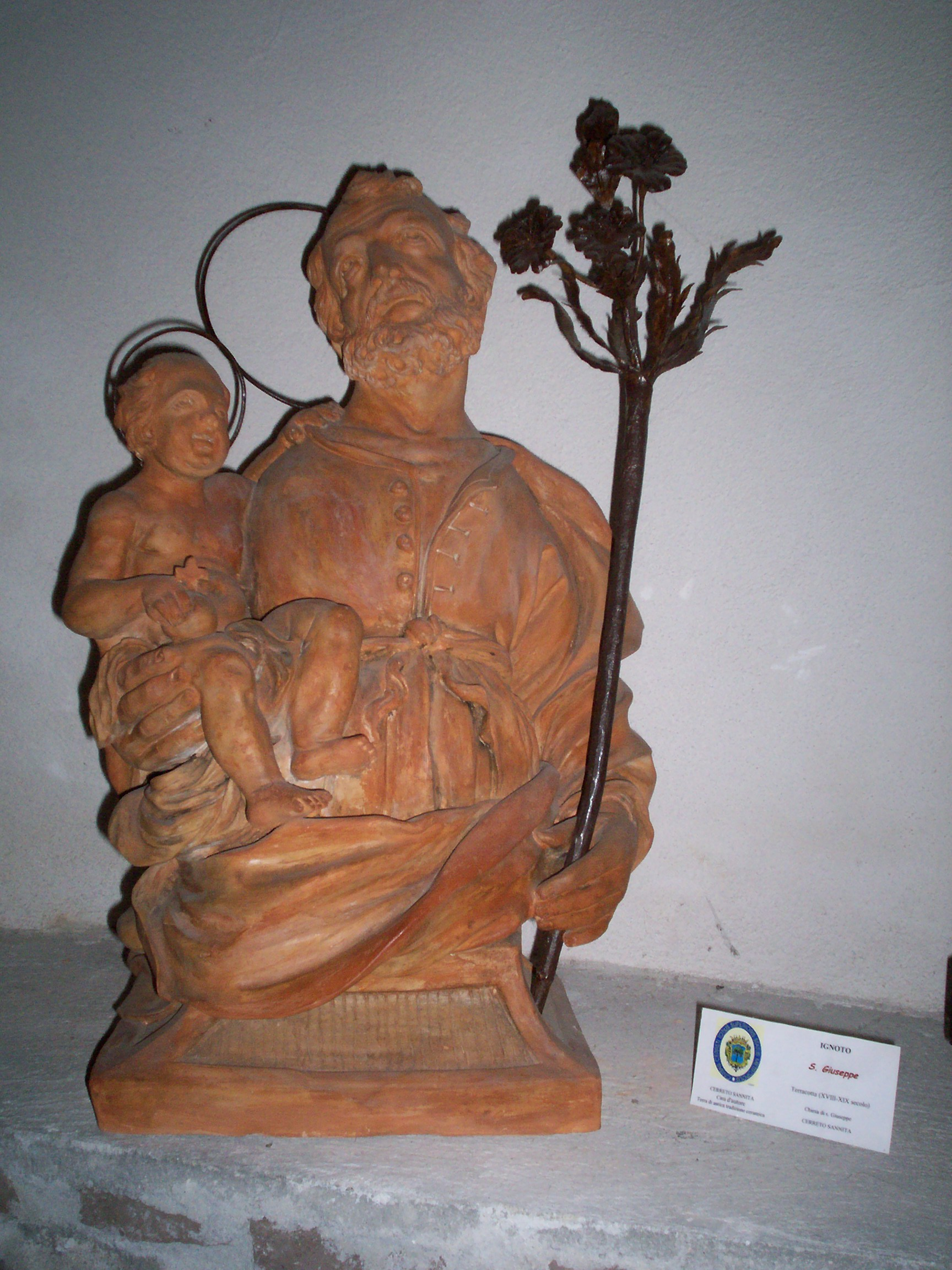
La statuetta che era sita sul portale della chiesa.

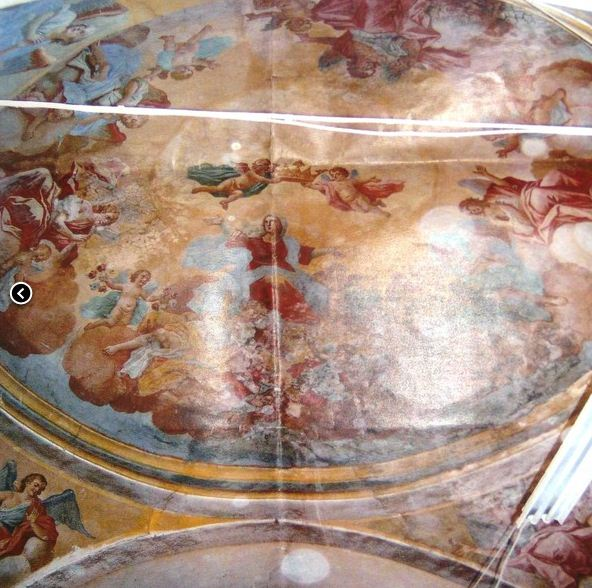
Gli affreschi della cupola.

La chiesa di San Giuseppe è un'architettura religiosa sita nel centro storico di Cerreto Sannita in provincia di Benevento.

## Storia
La prima notizia risale al 1644 quando venne definita "cappella".
Undici anni dopo Giovanni Castropignano, nel suo testamento redatto dal notaio Alfonso Mazzacane, destinò venti carlini alla cappella di San Giuseppe che si trovava fuori le mura di Cerreto antica, sotto la chiesa di San Rocco, nel luogo detto «lo spinito» a causa della presenza di numerosi rovi.
Nel 1664 il vescovo la trovò con un solo altare ornato da un'icona raffigurante la Sacra Famiglia. 
Il terremoto del 5 giugno 1688 danneggiò pesantemente la chiesa. Nella sua relazione mons. Giovanni Battista de Bellis annotò che l'architettura era «conquassata [...] in bis partibus», e tale rimase sino agli inizi del Settecento.
A seguito del sisma il luogo di culto si trovò inglobato nel nuovo tessuto urbanistico della cittadina, voluto da Marzio Carafa e realizzato su progetto di Giovanni Battista Manni.
La ricostruzione della chiesa avvenne nei primi anni del XVIII secolo a spese dei fratelli Ciaburro, ricchi mercanti di panni lana che abitavano nel palazzo posto di fronte alla chiesa (attualmente sede degli uffici della Comunità montana Titerno e Alto Tammaro).
Uno dei fratelli Ciaburro, Giuseppe, nel suo testamento scriveva di «avere ampliata la chiesa di San Giuseppe, fatto il pavimento, suffitto, quadri, confessionale, altare di marmo, altare di S. Tommaso, sepoltura, e tutti gli utensilj sagri, spendendo 1.700 ducati se hanno bastati».
Nel 1710 si terminò la sepoltura mentre nel 1714 si realizzò l'altare di San Tommaso e qualche anno dopo anche quello di San Pasquale Baylon, entrambi in muratura. 
A seguito del sisma del 26 luglio 1805 ospitò il servizio della Cattedrale sino alla fine dei lavori di restauro del Duomo.
La chiesa è stata adibita al culto sino al 1960 quando è stata sconsacrata ed usata dapprima come laboratorio dell'Istituto d'arte e poi come falegnameria, funzione che tuttora svolge.

### Campagne per il restauro
Con il recupero della fatiscente Chiesa della Madonna del Carmine nel 2003, la cappella di San Giuseppe restava l'unica chiesa cerretese in stato di precaria conservazione. Alcune associazioni, come la vecchia Pro Loco e la Società Operaia, cominciarono ad attuare delle iniziative di sensibilizzazione al fine di avviare il restauro dell'architettura religiosa. Nel 2010 fu coinvolto anche il Fondo per l'Ambiente italiano il quale, insieme all'Istituto statale d'arte di Cerreto, pose alcuni pannelli informativi temporanei dinanzi al luogo sacro. Nel 2023, durante la presentazione dell'antologia dedicata al 300° dalla fondazione della chiesa di San Gennaro, fu lanciato un nuovo appello per il restauro della chiesa di San Giuseppe. La Società operaia provvide anche a stampare e divulgare gratuitamente delle cartoline raffiguranti gli affreschi della cupola. Nel 2024 fu reso noto l'avvenuto finanziamento del restauro, grazie a fondi statali.

## Descrizione
La facciata, abbastanza semplice, è a capanna. 
Il portale era attorniato da stuccature oggi perse a causa della mancanza di opportuni restauri. 
Sul portale è sita una nicchia dove era custodita la statuetta in terracotta di San Giuseppe, attualmente conservata nel museo civico e della ceramica cerretese. 
Un oculo dà la luce all'interno, costituito da un'unica navata. 
Il pavimento in ceramica cerretese è inusuale sia per i colori usati, meno vivaci di quelli tradizionali settecenteschi, e sia per le forme delle "riggiole", costituite da trapezi di coloro bianco e nero incorniciati da una striscia di mattonelle quadrate azzurre.
A destra è sito l'altare di San Tommaso che custodiva un dipinto attualmente esposto nel museo civico di arte sacra. A sinistra si erge l'altare di San Pasquale Baylon che conserva ancora la statua in stucco del santo attaccata al muro. Al centro, nel presbiterio, si ergeva l'altare maggiore in marmo divelto a seguito della sconsacrazione della chiesa. 
Affreschi settecenteschi adornano la cupola e le lunette della stessa. Nelle quattro lunette sono rappresentati degli angeli mentre nella cupola è raffigurata l'incoronazione della Vergine, alla quale assistono numerosi angeli. Gli affreschi si presentano in precario stato di conservazione a causa delle infiltrazioni d'acqua provenienti dalla tettoia.
Nella chiesa era custodita una splendida statua argentea raffigurante san Giuseppe col Bambino, eseguita dall'argentiere napoletano Pietro Fera nel 1731 ed oggi custodita nel palazzo vescovile. Nel basamento della scultura è sito lo stemma della famiglia Ciaburro con un cartiglio che reca la scritta "Ex devotione et sumptibus abbatis Josephi Ciaburri. A.D. 1731".
Questa scultura, di pregevole fattura, è corredata del bollo consolare e del punzone NAP con sopra la corona della corporazione degli argentieri napoletani del 1730. La statua reca inoltre la sigla A.S.C. che sta per Aniello Simioli che fu per quattro volte console della corporazione degli argentieri napoletani.